# Roberto Maroni
Roberto Maroni (ur. 15 marca 1955 w Varese, zm. 22 listopada 2022 w Lozzie) – włoski polityk i prawnik, minister w kilku rządach, parlamentarzysta, w latach 2012–2013 lider Ligi Północnej, od 2013 do 2018 prezydent Lombardii.

## Życiorys
W 1979 ukończył studia prawnicze na Uniwersytecie Mediolańskim. Dwa lata później uzyskał uprawnienia adwokackie, rozpoczynając praktykę w tym zawodzie.
W 1990 został radnym Varese oraz sekretarzem Ligi Północnej w prowincji. Od 1992 do 2013 zasiadał w Izbie Deputowanych, sprawując mandat posła XI, XII, XIII, XIV, XV i XVI kadencji.
W pierwszym rządzie Silvia Berlusconiego (od 1994 do 1995) był ministrem spraw wewnętrznych. Następnie przez kilka lat pełnił funkcję koordynatora sekretariatu federalnego Ligi Północnej. W 2001, po wygranych przez centroprawicę wyborach, objął stanowisko ministra pracy i opieki społecznej, które zajmował do 2006 w drugim i trzecim gabinecie lidera Forza Italia. W 2008, po zwycięskich dla składającego się z Ludu Wolności, Ligi Północnej i Ruchu dla Autonomii centroprawicowego bloku przedterminowych wyborach parlamentarnych, ponownie wszedł do kolejnego rządu Silvia Berlusconiego, po raz drugi obejmując urząd ministra spraw wewnętrznych. Funkcję tę pełnił do 2011.
1 lipca 2012 zastąpił Umberta Bossiego na stanowisku sekretarza federalnego Ligi Północnej, przejmując tym samym kierownictwo w tej partii. Funkcję tę pełnił do 7 grudnia 2013. W przedterminowych wyborach w 2013 Roberto Maroni z powodzeniem jako kandydat centroprawicy ubiegał się o urząd prezydenta Lombardii, wygrywając z poparciem blisko 43% głosujących. W 2018 nie kandydował na kolejną kadencję.
Zmarł w 2022 w swoim domu w Lozzie na skutek choroby nowotworowej.